# Tocholabalština
Tojolabalština (španělsky idioma Tojolabal – čteno „tocholabal“) je minoritní indiánský jazyk mayské jazykové skupiny. Hovoří jím asi 40 000 osob v okolí městečka Las Margaritas na jihovýchodě mexického státu Chiapas. Oficiální údaj ze sčítání lidu 2000 udává počet mluvčích na 37 986 , z čehož pouze 30 % neovládá španělštinu jako druhý jazyk. 
Indiáni mayského původu, kteří tímto jazykem mluví se nazývají tojolabalesové (čes. též tocholabalesové).